# Eadweard (film)
Pour les articles homonymes, voir Edward.
Pour plus de détails, voir Fiche technique et Distribution.
Eadweard est un film canadien réalisé par Kyle Rideout, sorti en 2015.

## Synopsis
La vie du pionnier du photographe et pionnier du cinéma Eadweard Muybridge.

## Fiche technique
- Titre : Eadweard
- Réalisation : Kyle Rideout
- Scénario : Josh Epstein et Kyle Rideout
- Musique : Anna Atkinson et Andrew Penner
- Photographie : Tony Mirza
- Montage : Elisabeth Olga Tremblay
- Production : Josh Epstein
- Société de production : Eadweard Pictures et Motion 58 Entertainment
- Pays :  Canada
- Genre : Biopic et drame
- Durée : 104 minutes
- Dates de sortie : 
  -  Allemagne : 6 février 2015 (Berlinale)

## Distribution
- Michael Eklund : Eadweard Muybridge
- Sara Canning : Flora
- Christopher Heyerdahl : Pepper
- Charlie Carrick : Harry Larkyns
- Jodi Balfour : Mary
- Torrance Coombs : Bell
- Jonathon Young : Eakins
- Birkett Turton : Rondinella
- William Vaughan : J. Liberty Tadd
- Ian Tracey : Stanford
- Jordana Largy : Susan
- Josh Epstein : Edison
- Aleks Paunovic : Blacksmith
- Jay Brazeau : MC
- Andrew McIlroy : Dr. Decrum
- Daniel Arnold : Williamson
- Gaelan Beatty : Leapfrogger Will
- Arien Boey : Floredo
- Alex Diakun : Phil, le photographe de presse
- Brian Drummond : M. Stuart
- John Innes : Riley
- Stephanie Izsak : Mlle. Reynolds
- Meisha Lowe : Florence
- Cameron McDonald : M. Rhodes
- Britney Katelyn Miller : Sarah
- Tracey Power : Jane Stanford
- Kyle Rideout : Leapfrogger Jack
- Celine Stubel : Mlle. Ashley
- Vanessa Walsh : Julia

## Distinctions
Le film a été nommé pour 16 Leo Awards a reçu 5 prix : Meilleur second rôle masculin pour Christopher Heyerdahl, Meilleurs décors, Meilleurs costumes, Meilleurs maquillages et Meilleures coiffures.